# Alan Walden
Alan Walden (Macon (Georgia), 23 de mayo de 1943) es un mánager, agente literario y promotor estadounidense.
Ha colaborado con artistas y bandas como Otis Redding, Sam & Dave, Percy Sledge, Johnnie Taylor, Clarence Carter, Arthur Conley, Al Green, Joe Tex, Z. Z. Hill, Candi Staton, Albert King, William Bell, Eddie Floyd, Etta James, Boz Scaggs, Lynyrd Skynyrd, Outlaws y September Hase. Abrió la discográfica Redwal Music con su hermano Phil Walden en 1965, con la que publicó canciones que se convirtieron en éxitos como "Respect", "I Can't Turn You Loose", "Sweet Soul Music", "I've Been Loving You Too Long" y "(Sittin' On) The Dock of the Bay". También fue cofundador de la disquera Capricorn Records.

## Lista completa de artistas
Walden ha trabajado con los siguientes artistas:
| - Otis Redding - Sam & Dave - Percy Sledge - Johnnie Taylor - Clarence Carter - Booker T & The M.G.'s - Joe Simon - Bobby Womack - Albert Collins - John Lee Hooker - Clarence "Gatemouth" Brown - James Carr - Tyrone Davis - Arthur Conley | - Al Green - Joe Tex - Z. Z. Hill - Candi Staton - Albert King - William Bell - Eddie Floyd - Etta James - Boz Scaggs - Lynyrd Skynyrd - Outlaws - Night Train - Chris Hicks - September Hase |